# أمين عمرولاييف
أمين ألدار أغلو عمرولاييف (بالأذرية: Emin Eldar oğlu Əmrullayev) وزير التعليم لجمهورية أذربيجان منذ يوليو عام 2020، مدير المعد التعليم في جمهوية أذربيجان (يناير- مارس عام 2020)، نائب المدير لقسم برامج تنمية التعليم لوزارة التعليم (أذربيجان) (من مارس 2015 – إلى يناير 2020).

## حياته و تعليمه
ولد أمين عمرولاييف في 30 ديسمبر عام 1982 في مدينة باكو.
درس أمين عمرولاييف في كلية الإدارية بأكاديمية الإدارة العامة لدى رئيس جمهورية أذربيجان بين 1999-2003، وتخرج منها بمرتبة الشرف في 2003.
حصل درجة ماجستير في العلوم السياسي  بالجامعة الأوروبية المركزية في عاميين 2003-2004. فحصل أمين عمرولاييف درجة ماجستير على تخصص الإدارة الإجتماعية في جامعة كولومبيا.

## وظائفه
- بين 2005-2009 عمل أمين عمرولاييف كمدرس في كلية العلاقات الدولية بجامعة القوقاز.
- في 2009-2010 عمل كمدير لقسم العلاقات الدولية في شركة «كسبي إيديكيشن».
- في 2011 متدرب في اللجنة الاقتصادية لأوروبا التابعة للأمم المتحدة في جنيف.
- في 2012 عمل كمدير تنفيذي لمركز الطاقة والبيئة في الأكاديمية الدبلوماسية الأذربيجانية.
- في 2013 عمل نائب المدير على مراقبة لجودة التعليم في شركة «كاسبي إيدوكيشن».
- منذ شهر يونيو لعام 2013 بدأ نشاته في  وزارة التعليم في جمهورية أذربيجان كمستشار كبير، و في 2013-2014 مدير القطاع، في 2014-2015 نائب لمدير القسم، و في 2014-2015 مدير القسم.[4]
- من يناير إلى يوليو لعام 2020 عمل في منصب المدير لمعهد التعليم لجمهوية أذربيجان.
- في 27 يوليو لعام 2020 تم التعيين أمين عمرولاييف وزير التعليم في جمهورية أذربيجان بموجب القرار لرئيس إلهام علييف.[5]